# 春福
春福（1836年—1885年），字煦堂，满洲镶黄旗人，富察氏，清朝外戚、三等承恩公。

## 生平
春福是喜伦的嗣子。道光十七年十二月乙丑，袭三等承恩公。光绪三年八月（1877年），乌里雅苏台将军恒训调任成都将军，察哈尔都统春福调任乌里雅苏台将军，青州副都统穆图善调任察哈尔都统。